# Belsatzar

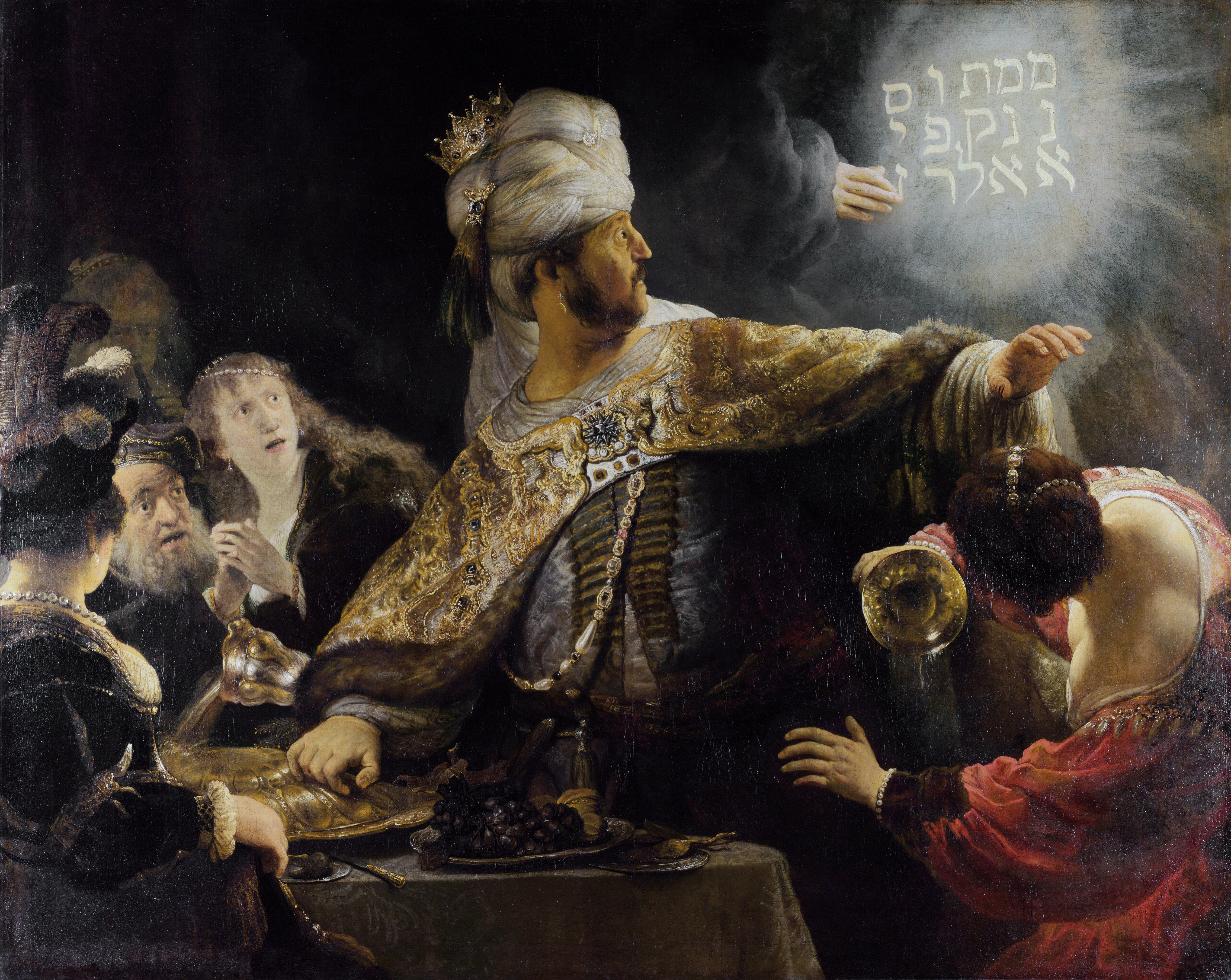
Die biblische Szene, die Heine zu seinem Gedicht inspiriert hat, auf Rembrandts Gemälde Das Gastmahl des Belsazar von 1635

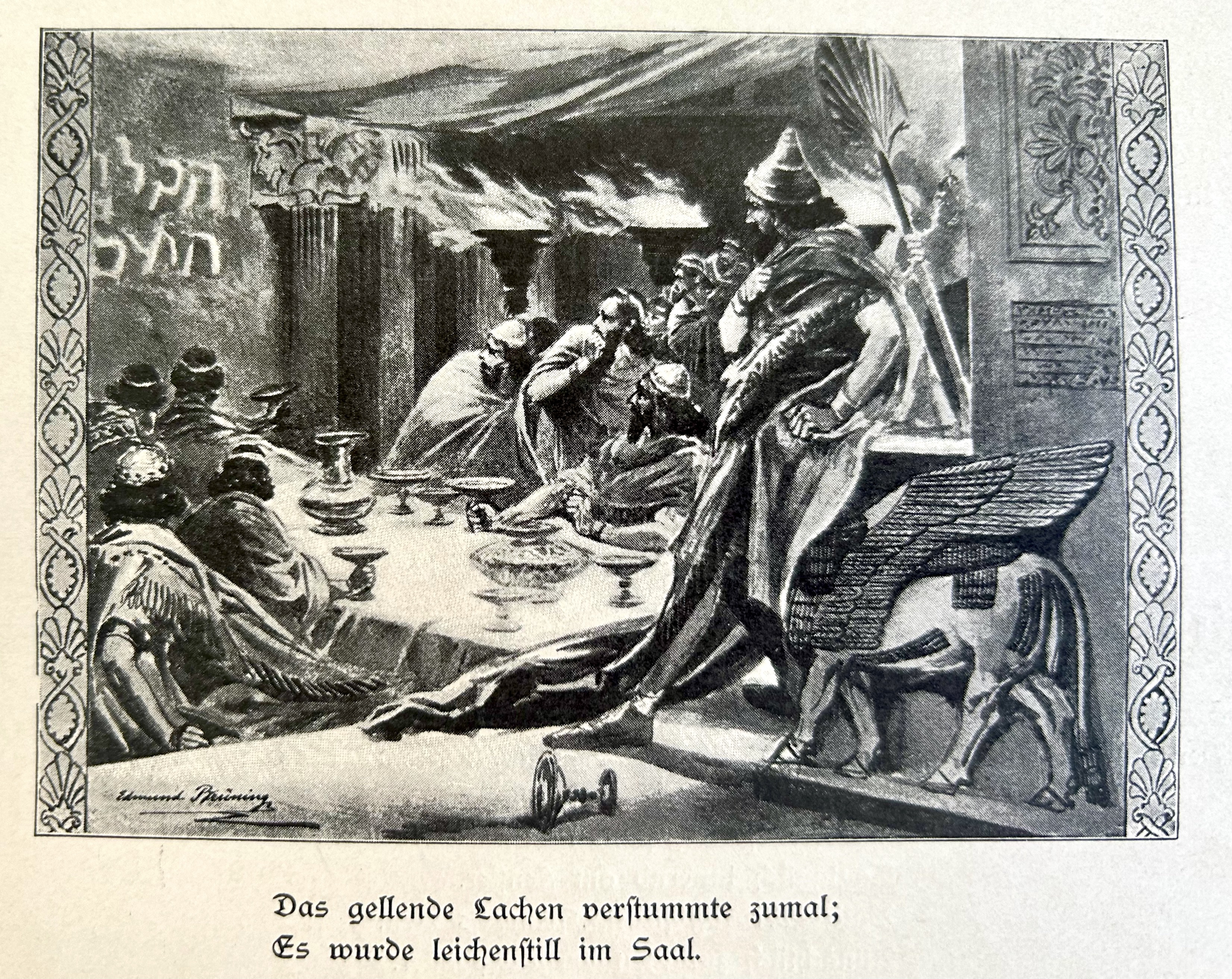
Darstellung von Edmund Brüning aus dem Buch der Lieder

Belsatzar/Belsazar ist eine Ballade von Heinrich Heine aus dem Jahre 1820. Sie gehört zu dem zwischen 1817 und 1821 entstandenen Gedichtzyklus Junge Leiden, der 1827 im Buch der Lieder erschien. Das Gedicht gibt eine leicht abgewandelte biblische Erzählung aus dem Buch Daniel wieder: Belsazar, der König von Babylon, lästert über Jehova, den Gott der Juden. Daraufhin erscheint eine geheimnisvolle Flammenschrift an der Wand. In der biblischen Vorlage enthüllt der Prophet Daniel das Menetekel als Urteil Gottes und prophezeit dem Herrscher den baldigen Untergang. In Heines Version hingegen tritt der Prophet nicht auf und der Sinn der rätselhaften Schrift bleibt unverständlich. Dennoch wird Heines Belsatzar von seinen eigenen Knechten getötet.

## Text
Belsatzar

Die Mitternacht zog näher schon;

In stummer Ruh lag Babylon.

Nur oben, in des Königs Schloss,

Da flackert’s, da lärmt des Königs Troß,

Dort oben, in dem Königssaal,

Belsatzar hielt sein Königsmahl.

Die Knechte saßen in schimmernden Reih’n,

Und leerten die Becher mit funkelndem Wein.

Es klirrten die Becher, es jauchzten die Knecht’;

So klang es dem störrigen Könige recht.

Des Königs Wangen leuchten Glut;

Im Wein erwuchs ihm kecker Muth.

Und blindlings reißt der Muth ihn fort;

Und er lästert die Gottheit mit sündigem Wort.

Und er brüstet sich frech, und lästert wild;

Die Knechtenschaar ihm Beifall brüllt.

Der König rief mit stolzem Blick;

Der Diener eilt und kehrt zurück.

Er trug viel gülden Geräth auf dem Haupt;

Das war aus dem Tempel Jehovas geraubt.

Und der König ergriff mit frevler Hand

Einen heiligen Becher, gefüllt bis am Rand’.

Und er leert ihn hastig bis auf den Grund,

Und rufet laut mit schäumendem Mund:

Jehovah! dir künd’ ich auf ewig Hohn, –

Ich bin der König von Babylon!

Doch kaum das grause Wort verklang,

Dem König ward’s heimlich im Busen bang.

Das gellende Lachen verstummte zumal;

Es wurde leichenstill im Saal.

Und sieh! und sieh! an weißer Wand

Da kam’s hervor wie Menschenhand;

Und schrieb, und schrieb an weißer Wand

Buchstaben von Feuer, und schrieb und schwand.

Der König stieren Blicks da saß,

Mit schlotternden Knien und todtenblaß.

Die Knechtenschaar saß kalt durchgraut,

Und saß gar still, gab keinen Laut.

Die Magier kamen, doch keiner verstand

Zu deuten die Flammenschrift an der Wand.

Belsatzar ward aber in selbiger Nacht

Von seinen Knechten umgebracht.

## Entstehung
Es wird angenommen, dass Heine nach einer Lesung des ins Deutsche übersetzten Gedichtes Vision of Belshazzar von Lord Byron seine Romanze niederschrieb. Günther Hartung nennt alten Volksballaden nachgebildete Gedichte Herders und der schwäbischen Romantiker und speziell Justinus Kerners Die traurige Hochzeit wegen der metrisch ähnlichen Anfangsverse als Vorbilder für das Gedicht.

## Form
Das Gedicht besteht aus 21 Strophen mit je zwei Versen, die durchgängig im Paarreim gehalten sind. Das Versmaß, in der Regel ein jambischer Vierheber, endet mit einer männlichen Kadenz. Ausnahmen – mit Anapäst statt der erwarteten Jamben – sind der vierzehnte und fünfzehnte Vers, darin der König gegen Gott frevelt („Und er lästert die Gottheit mit sündigem Wort. // Und er brüstet sich frech, und lästert wild“) sowie die Strophen 10, 11 und 12.

## Deutung
Hintergrund der Handlung ist Dan 5 .

## Rezeption
Robert Schumann vertonte das Gedicht unter Op. 57.
Belsatzar gehört mit den Gedichten Die Loreley und Die Grenadiere zu den bekanntesten Balladen des Dichters.
Eine Betrachtung zur Flammenschrift an der Wand gibt auch der Germanist Oliver Bernhardt im Werk 5300 Jahre Schrift auf den Seiten 142–145.